# Lista de líderes da Major League Baseball em shutouts

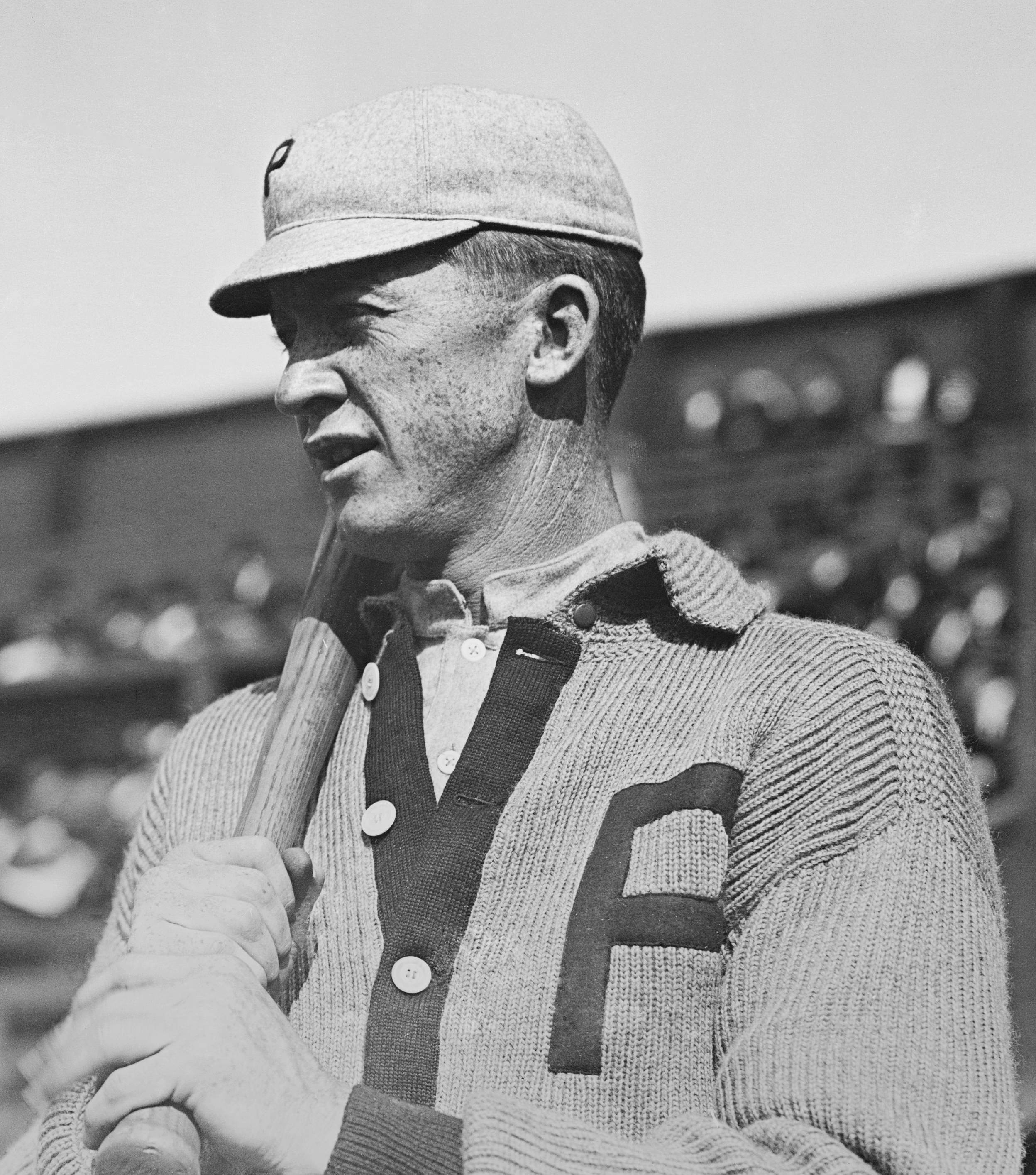
Pete Alexander (juntamente com George Bradley) detém o recorde de shutouts em temporada única com 16. Seu total de 90 shutouts é o segundo melhor da hitória perdendo apenas para os 110 de Walter Johnson.

Esta é a lista de líderes por temporada em shutouts da Major League Baseball (MLB). Um shutout ocorre quando um único arremessador atua em uma partida completa e não permite que o time oponente anote nenhuma  corrida.
Walter Johnson detém o recorde de shutouts na carreira com 110. O maior número de shutouts conseguidos em temporada única foi 16, façanha alcançada por Pete Alexander (1916) e George Bradley (1876). Na era na bola-morta e durante os primeiros três-quartos do século vinte, era esperado que arremessadores de início de partida (starting pitchers) geralmente jogassem partidas completas e completassem dezenas de jogos durante o ano — aumentando assim as chances de um arremessador alcançar o shutout. Estes recordes em shutouts estão entre os mais difíceis de serem quebrados pois os arremessadores atuais raramente alcançam mais do que um ou dois shutouts por temporada; isto devido à enfase dada em contagem de arremessos e arremessadores fechadores (relief pitchers). Arremessadores atuais completam apenas alguns jogos por temporada. Em 2009, cinco arremessadores ficaram empatados pela Liga Nacional com apenas dois shutouts e em 2003, 2004, 2006, 2007 e 2008, os líderes da Liga Americana  também lideraram com apenas dois shutouts. 

## Liga Americana

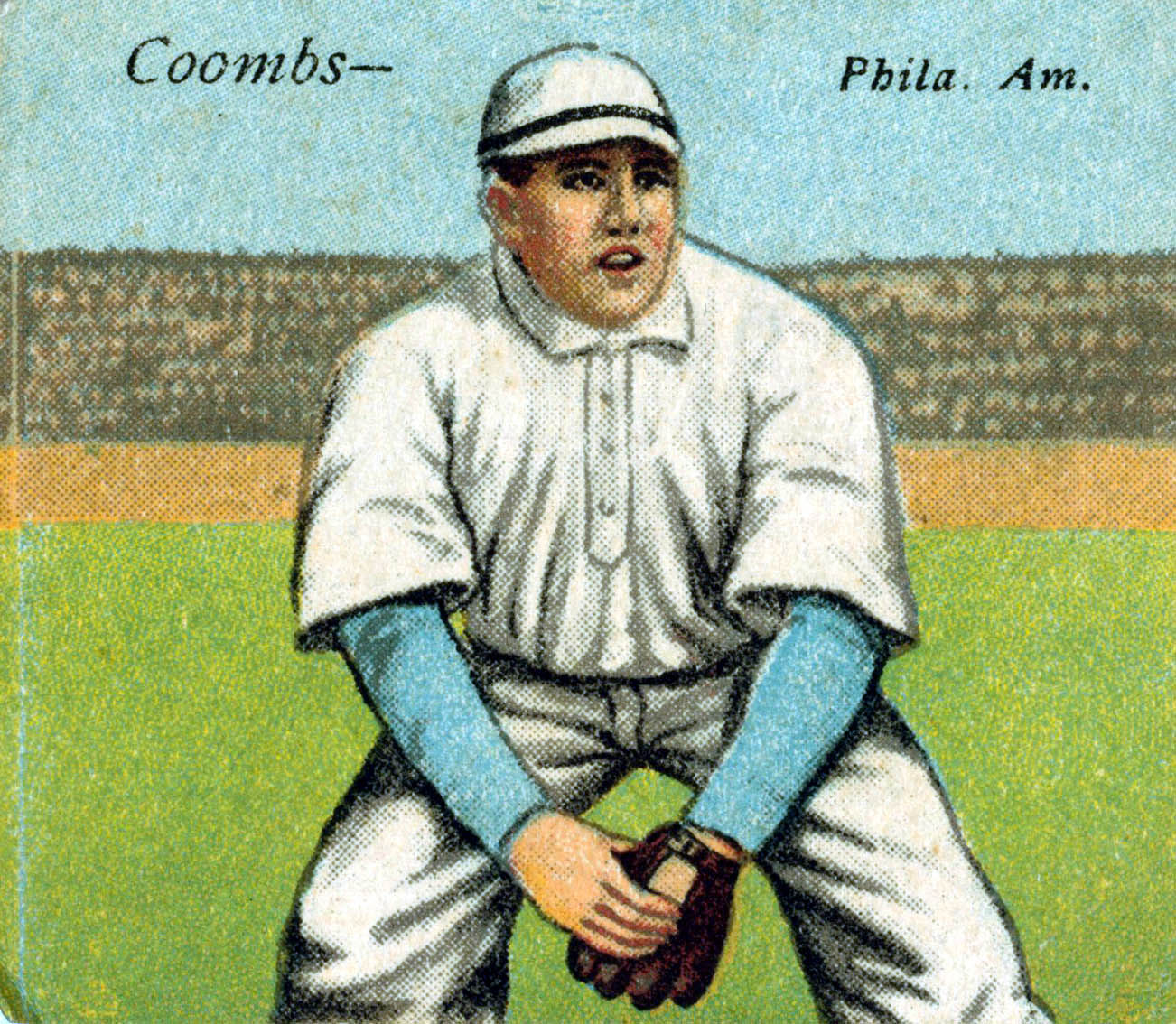
Jack Coombs detém o recorde da Liga Americana com 13 shutouts jogando pelo Philadelphia Athletics em 1910, embora ele só tenha conseguido 35 shutouts em seus 14 anos de carreira.

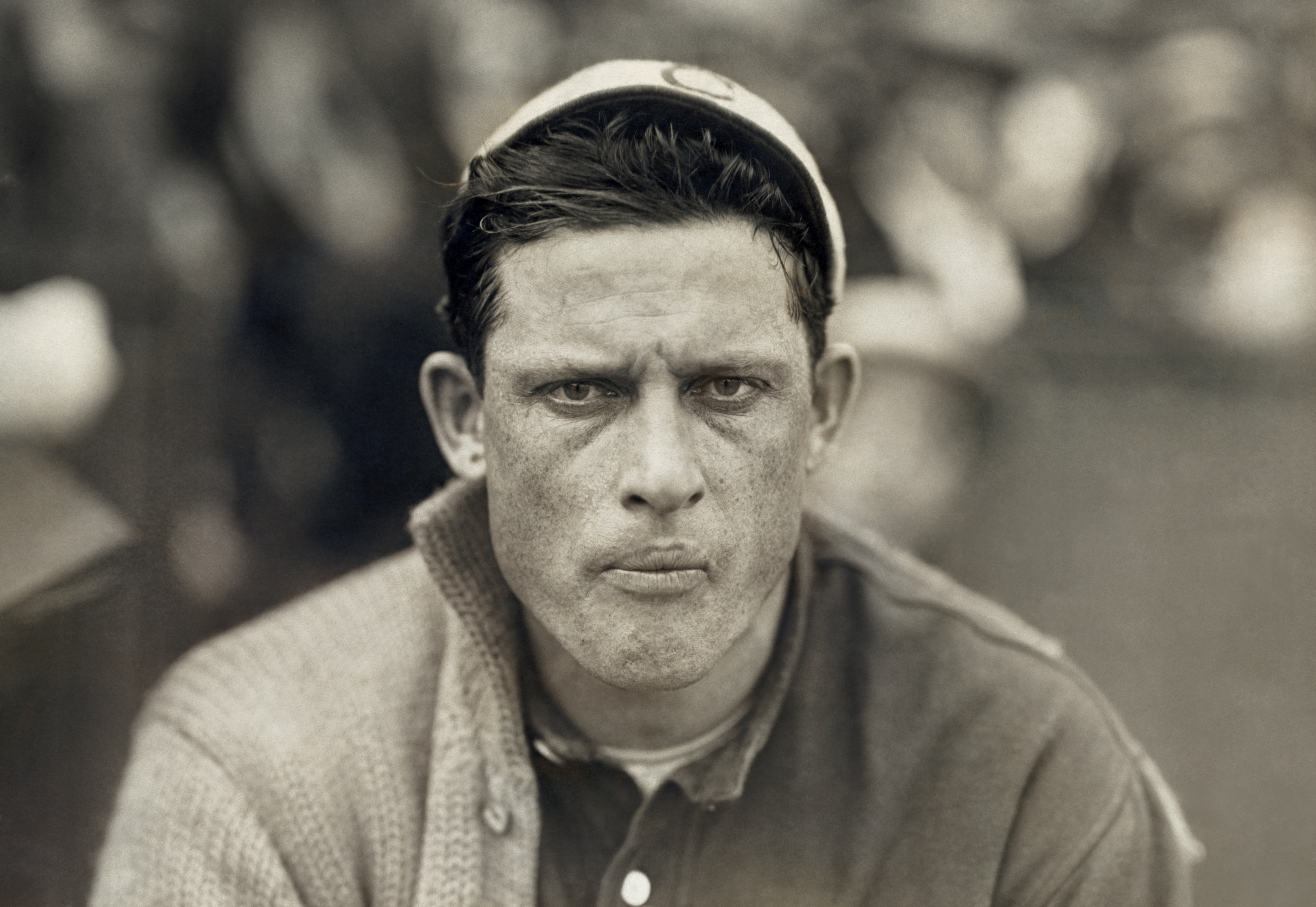
Ed Walsh, que tem 1.82 em ERA, é o único arremessador da Liga Americana a conseguir 10 ou mais shutouts em duas ocasiões.

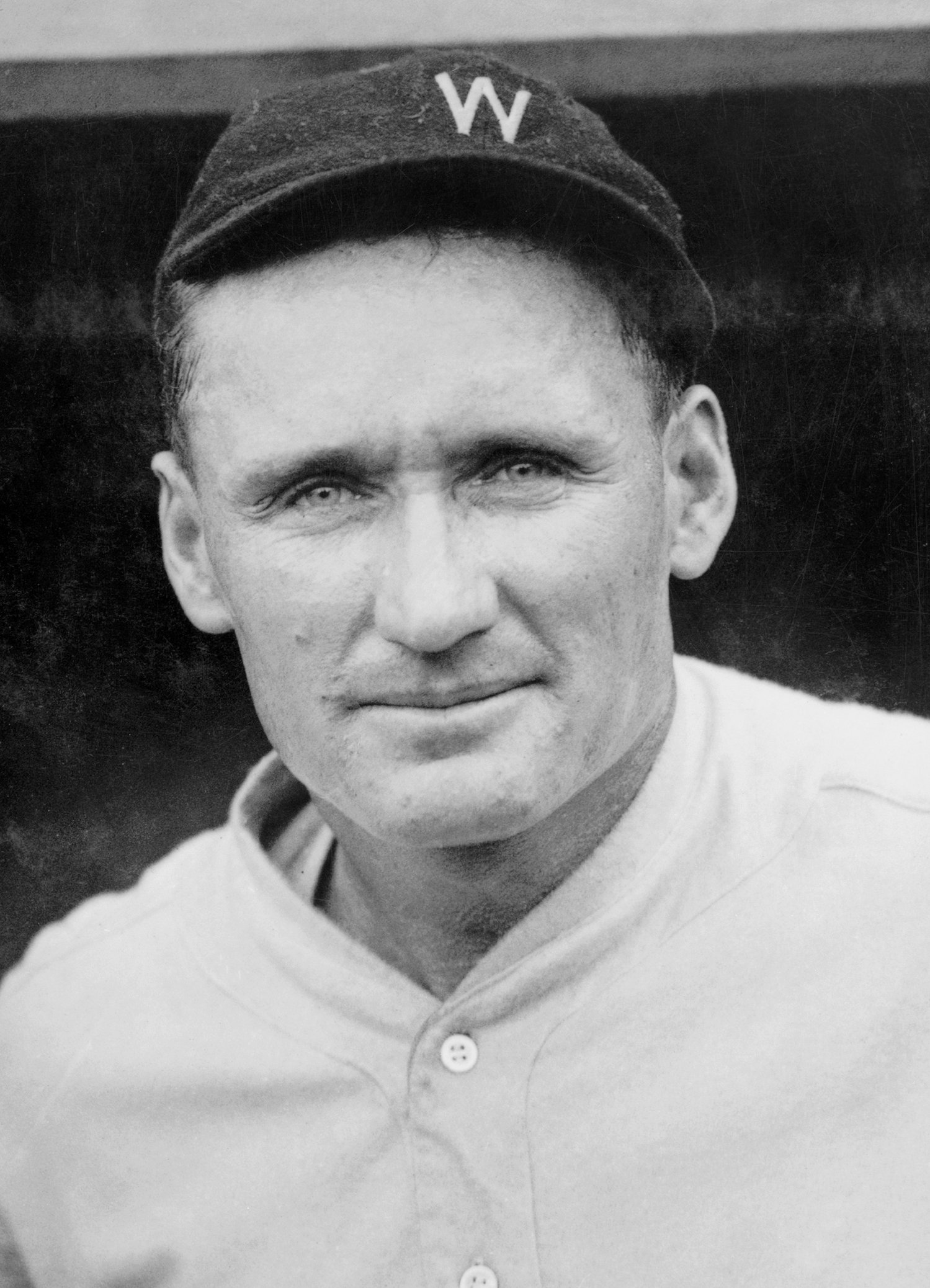
Walter Johnson empatou na liderança ou foi líder da Liga Americana por sete vezes em shutouts. Ele detém o recorde de todos os tempos com 110 shutouts na carreira.

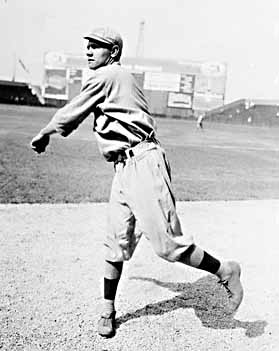
Durante seu primeiros dias como arremessador, Babe Ruth, que é mais conhecido por suas proezas como rebatedor, liderou a Liga Americana com nove shutouts pelo Boston Red Sox em 1916.

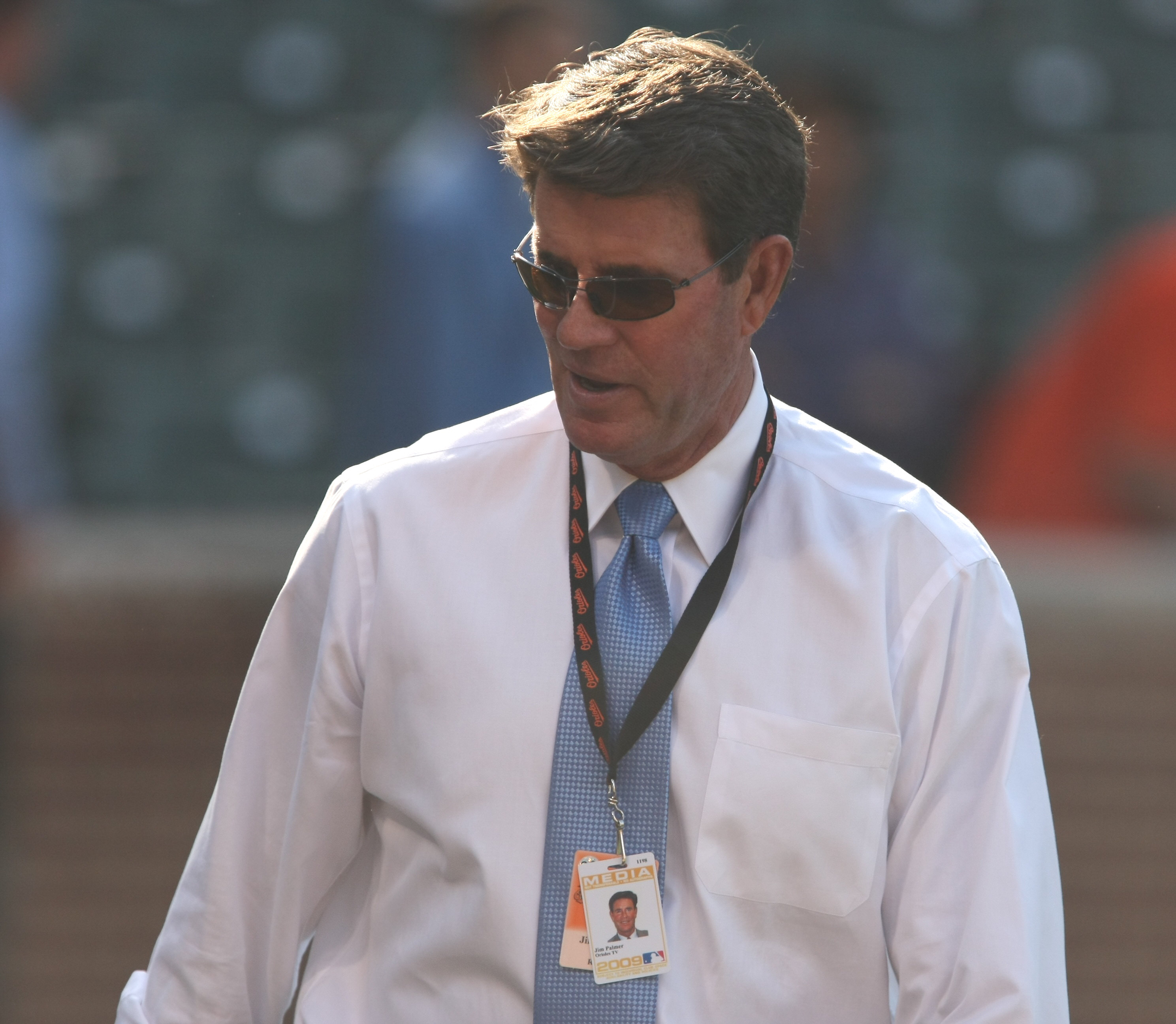
Jim Palmer foi o último arremessador a conseguir 10 shutouts em temporada única. Conseguiu jogando pelo Baltimore Orioles em 1975.

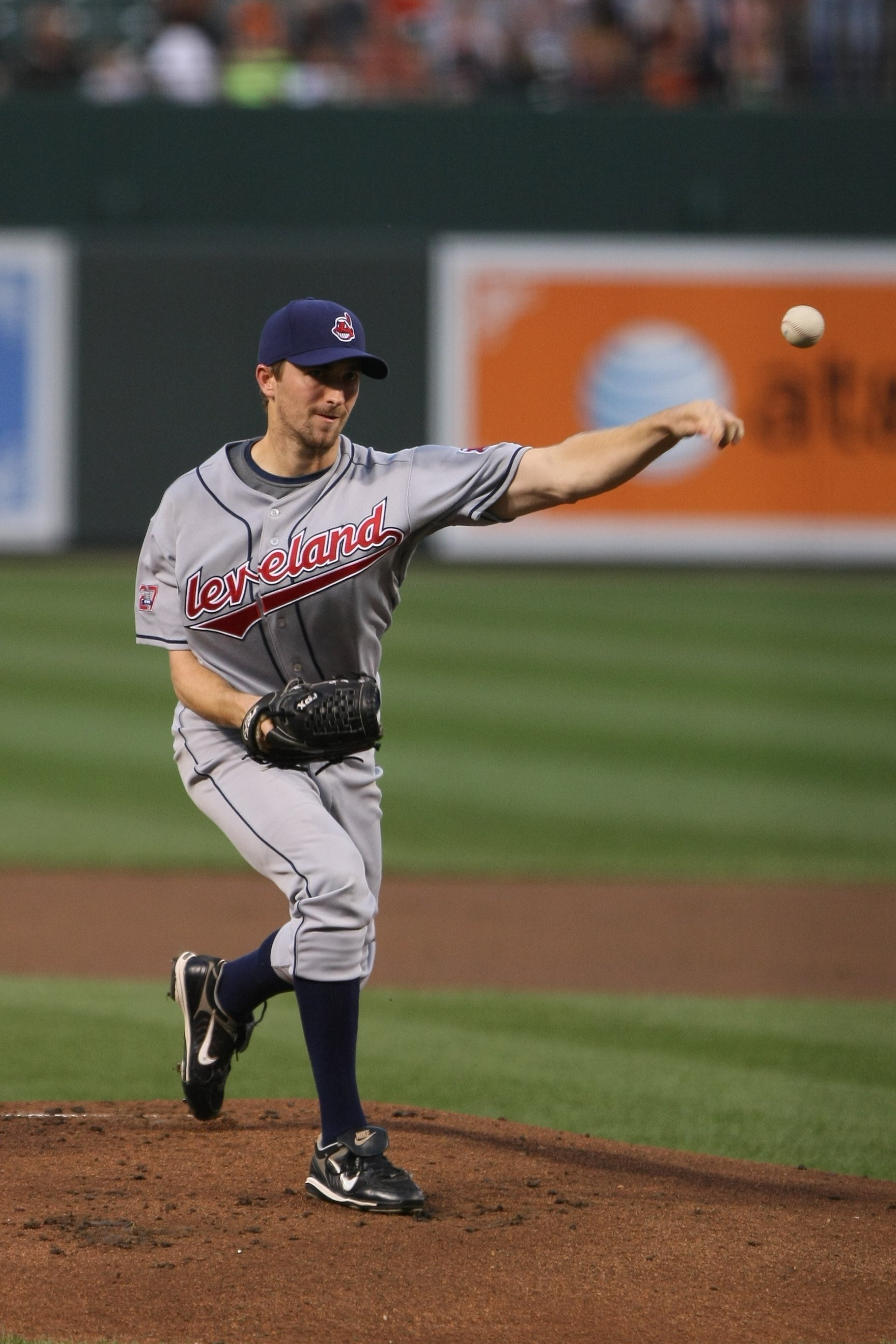
Jeremy Sowers do Cleveland Indians em 2006 se tornou o segundo arremessador da Liga Americana (depois de Hod Lisenbee em 1927) a liderar a liga em shutouts em suas temporadas de estreia.

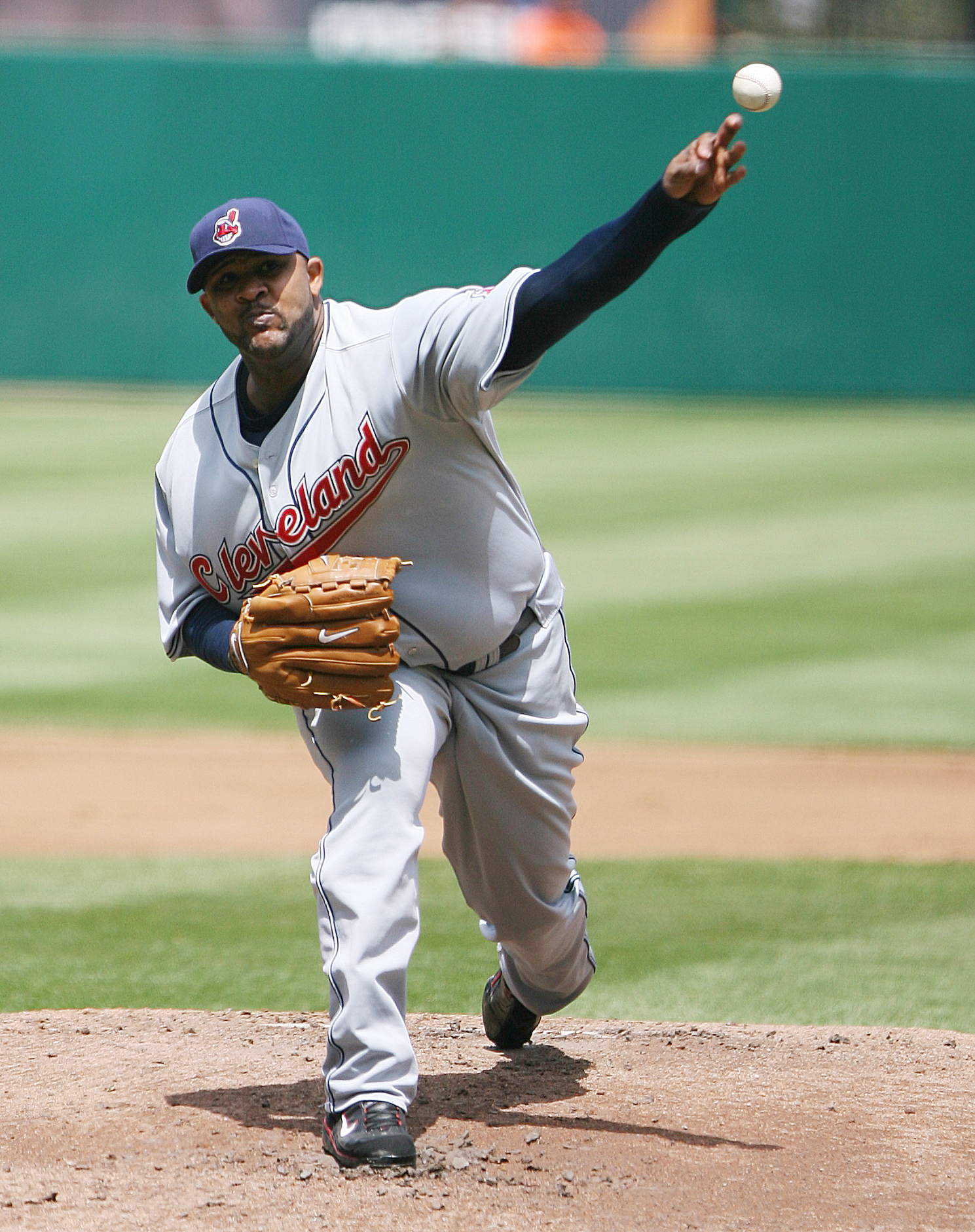
CC Sabathia é o único jogador a liderar em ambas ligas no mesmo ano (2008). Ele tinha dois shutouts pelo Cleveland Indians e liderou a Liga Americana quando foi trocado no meio da temporada para o Milwaukee Brewers da Liga Nacional e acumulou mais três shutouts liderando também aquela liga.

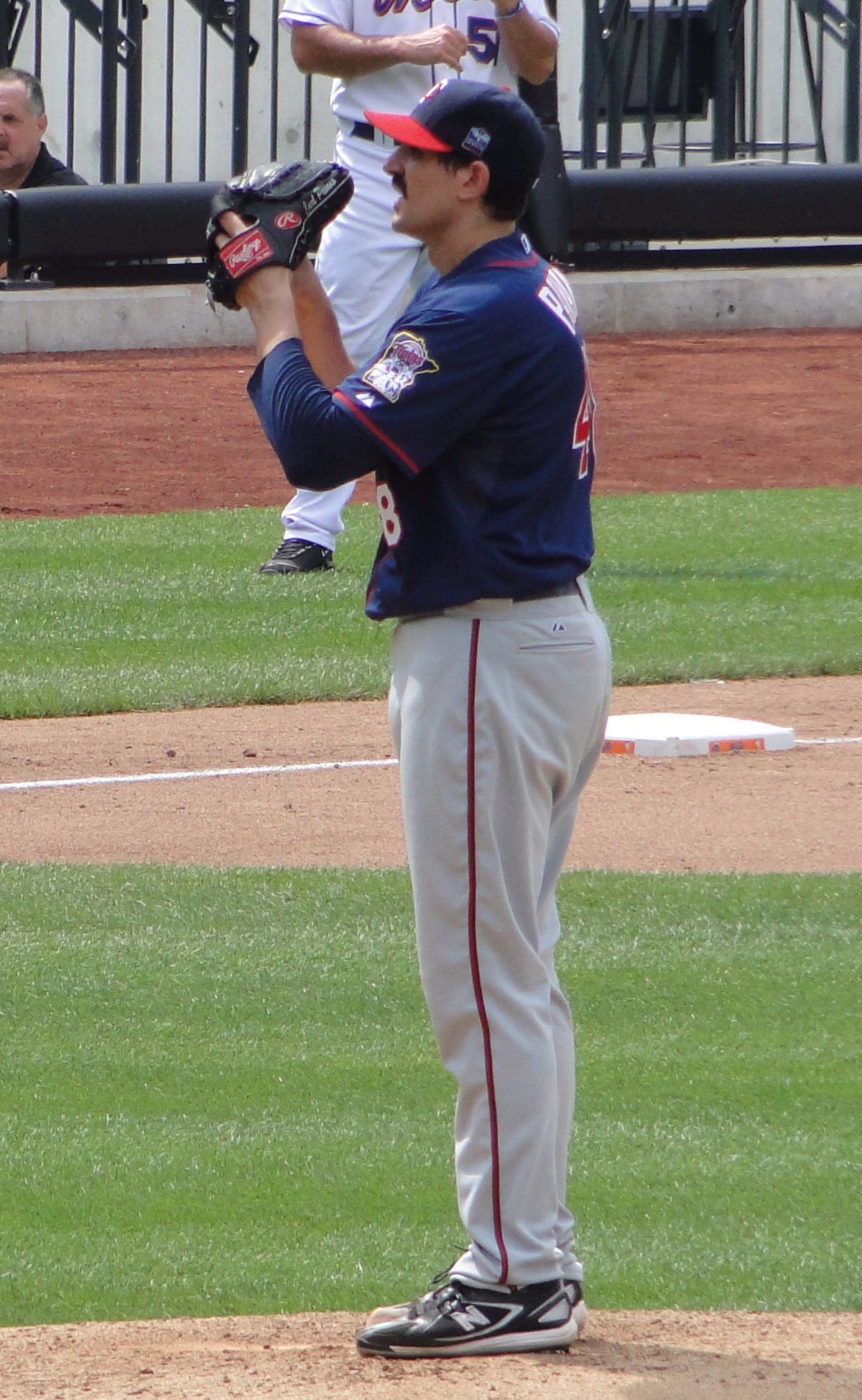
Carl Pavano liderou a Liga Americana em jogos completos e shutouts e foi honrado pelo Minnesota Twins ganhando o Joseph W. Haynes Award.

* – Denota um membro do Baseball Hall of Fame.

‡ – Denota um arremessador que liderou a liga em shutouts em seu ano de estreia.
| Ano  | Jogador(es) | Time(s) | Shutouts |
| ---- | --- | --- | -------- |
| 1901 | Clark Griffith* Cy Young* | Chicago White Sox Boston Americans | 5        |
| 1902 | Addie Joss* | Cleveland Bronchos | 5        |
| 1903 | Cy Young* | Boston Americans | 7        |
| 1904 | Cy Young* | Boston Americans | 10       |
| 1905 | Ed Killian | Detroit Tigers | 8        |
| 1906 | Ed Walsh* | Chicago White Sox | 10       |
| 1907 | Eddie Plank* | Philadelphia Athletics | 10       |
| 1908 | Ed Walsh* | Chicago White Sox | 11       |
| 1909 | Ed Walsh* | Chicago White Sox | 8        |
| 1910 | Jack Coombs | Philadelphia Athletics | 13       |
| 1911 | Eddie Plank* Walter Johnson* | Philadelphia Athletics Washington Senators | 6        |
| 1912 | Smoky Joe Wood | Boston Red Sox | 10       |
| 1913 | Walter Johnson* | Washington Senators | 11       |
| 1914 | Walter Johnson* | Washington Senators | 9        |
| 1915 | Jim Scott Walter Johnson* | Chicago White Sox Washington Senators | 7        |
| 1916 | Babe Ruth* | Boston Red Sox | 9        |
| 1917 | Stan Coveleski* | Cleveland Indians | 9        |
| 1918 | Carl Mays Walter Johnson* | Boston Red Sox Washington Senators | 8        |
| 1919 | Walter Johnson* | Washington Senators | 7        |
| 1920 | Carl Mays | New York Yankees | 6        |
| 1921 | Sad Sam Jones | Boston Red Sox | 5        |
| 1922 | George Uhle | Cleveland Indians | 5        |
| 1923 | Stan Coveleski* | Cleveland Indians | 5        |
| 1924 | Walter Johnson* | Washington Senators | 6        |
| 1925 | Ted Lyons* | Chicago White Sox | 5        |
| 1926 | Ed Wells | Detroit Tigers | 4        |
| 1927 | Hod Lisenbee‡ | Washington Senators | 4        |
| 1928 | Herb Pennock* | New York Yankees | 5        |
| 1929 | George Blaeholder General Crowder Sam Gray Danny MacFayden                                                                                                | St. Louis Browns Boston Red Sox | 4        |
| 1930 | Clint Brown George Earnshaw George Pipgras | Cleveland Indians Philadelphia Athletics New York Yankees                                                                                                | 3        |
| 1931 | Lefty Grove* | Philadelphia Athletics | 4        |
| 1932 | Lefty Grove* Tommy Bridges | Philadelphia Athletics Detroit Tigers | 4        |
| 1933 | Oral Hildebrand | Cleveland Indians | 6        |
| 1934 | Lefty Gomez* Mel Harder | New York Yankees Cleveland Indians | 6        |
| 1935 | Schoolboy Rowe | Detroit Tigers | 6        |
| 1936 | Lefty Grove* | Boston Red Sox | 6        |
| 1937 | Lefty Gomez* | New York Yankees | 6        |
| 1938 | Lefty Gomez* | New York Yankees | 4        |
| 1939 | Red Ruffing* | New York Yankees | 5        |
| 1940 | Al Milnar Bob Feller* Ted Lyons* | Cleveland Indians Chicago White Sox | 4        |
| 1941 | Bob Feller* | Cleveland Indians | 6        |
| 1942 | Tiny Bonham | New York Yankees | 6        |
| 1943 | Dizzy Trout Spud Chandler | Detroit Tigers New York Yankees | 5        |
| 1944 | Dizzy Trout | Detroit Tigers | 7        |
| 1945 | Hal Newhouser* | Detroit Tigers | 8        |
| 1946 | Bob Feller* | Cleveland Indians | 10       |
| 1947 | Bob Feller* | Cleveland Indians | 5        |
| 1948 | Bob Lemon | Cleveland Indians | 10       |
| 1949 | Ellis Kinder Virgil Trucks | Boston Red Sox Detroit Tigers | 6        |
| 1950 | Art Houtteman | Detroit Tigers | 4        |
| 1951 | Allie Reynolds | New York Yankees | 7        |
| 1952 | Allie Reynolds Mike Garcia | New York Yankees Cleveland Indians | 6        |
| 1953 | Bob Porterfield | Washington Senators | 9        |
| 1954 | Mike Garcia Virgil Trucks | Cleveland Indians Chicago White Sox | 5        |
| 1955 | Billy Hoeft | Detroit Tigers | 7        |
| 1956 | Herb Score | Cleveland Indians | 5        |
| 1957 | Jim Wilson | Chicago White Sox | 5        |
| 1958 | Whitey Ford* | New York Yankees | 7        |
| 1959 | Camilo Pascual | Washington Senators | 6        |
| 1960 | Early Wynn* Jim Perry Whitey Ford* | Chicago White Sox Cleveland Indians New York Yankees | 4        |
| 1961 | Camilo Pascual Steve Barber | Minnesota Twins Baltimore Orioles | 8        |
| 1962 | Camilo Pascual Dick Donovan Jim Kaat | Minnesota Twins Cleveland Indians Minnesota Twins | 5        |
| 1963 | Ray Herbert | Chicago White Sox | 7        |
| 1964 | Dean Chance | Los Angeles Angels | 11       |
| 1965 | Mudcat Grant | Minnesota Twins | 6        |
| 1966 | Luis Tiant Sam McDowell Tommy John | Cleveland Indians Chicago White Sox | 5        |
| 1967 | Jim McGlothlin Joe Horlen Mickey Lolich Steve Hargan Tommy John                                                                                           | California Angels Chicago White Sox Detroit Tigers Cleveland Indians Chicago White Sox                                                                   | 6        |
| 1968 | Luis Tiant | Cleveland Indians | 9        |
| 1969 | Denny McLain | Detroit Tigers | 9        |
| 1970 | Chuck Dobson Jim Palmer* | Oakland Athletics Baltimore Orioles | 5        |
| 1971 | Vida Blue | Oakland Athletics | 8        |
| 1972 | Nolan Ryan* | California Angels | 9        |
| 1973 | Bert Blyleven* | Minnesota Twins | 9        |
| 1974 | Luis Tiant | Boston Red Sox | 7        |
| 1975 | Jim Palmer* | Baltimore Orioles | 10       |
| 1976 | Nolan Ryan* | California Angels | 7        |
| 1977 | Frank Tanana | California Angels | 7        |
| 1978 | Ron Guidry | New York Yankees | 9        |
| 1979 | Dennis Leonard Mike Flanagan Nolan Ryan* | Kansas City Royals Baltimore Orioles California Angels                                                                                                   | 5        |
| 1980 | Tommy John | New York Yankees | 6        |
| 1981 | Doc Medich Ken Forsch Richard Dotson Steve McCatty | Texas Rangers California Angels Chicago White Sox Oakland Athletics                                                                                      | 4        |
| 1982 | Dave Stieb | Toronto Blue Jays | 5        |
| 1983 | Mike Boddicker | Baltimore Orioles | 5        |
| 1984 | Bob Ojeda Geoff Zahn | Boston Red Sox California Angels | 5        |
| 1985 | Bert Blyleven* | Cleveland Indians Minnesota Twins | 5        |
| 1986 | Jack Morris | Detroit Tigers | 6        |
| 1987 | Roger Clemens | Boston Red Sox | 7        |
| 1988 | Roger Clemens | Boston Red Sox | 8        |
| 1989 | Bert Blyleven* | California Angels | 5        |
| 1990 | Dave Stewart Roger Clemens | Oakland Athletics Boston Red Sox | 4        |
| 1991 | Roger Clemens | Boston Red Sox | 5        |
| 1992 | Roger Clemens | Boston Red Sox | 5        |
| 1993 | Jack McDowell | Chicago White Sox | 4        |
| 1994 | Randy Johnson* | Seattle Mariners | 4        |
| 1995 | Mike Mussina | Baltimore Orioles | 4        |
| 1996 | Ken Hill Pat Hentgen Rich Robertson | Texas Rangers Toronto Blue Jays Minnesota Twins | 3        |
| 1997 | Pat Hentgen Roger Clemens | Toronto Blue Jays | 3        |
| 1998 | David Wells | New York Yankees | 5        |
| 1999 | Scott Erickson | Baltimore Orioles | 3        |
| 2000 | Pedro Martínez* | Boston Red Sox | 4        |
| 2001 | Mark Mulder | Oakland Athletics | 4        |
| 2002 | Jeff Weaver | Detroit Tigers New York Yankees | 3        |
| 2003 | Joel Piñeiro John Lackey Mark Mulder Roy Halladay Tim Hudson                                                                                              | Seattle Mariners Anaheim Angels Oakland Athletics Toronto Blue Jays Oakland Athletics                                                                    | 2        |
| 2004 | Jeremy Bonderman Sidney Ponson Tim Hudson | Detroit Tigers Baltimore Orioles Oakland Athletics | 2        |
| 2005 | Jon Garland | Chicago White Sox | 3        |
| 2006 | CC Sabathia Jake Westbrook Jeremy Sowers‡ John Lackey | Cleveland Indians L.A. Angels of Anaheim | 2        |
| 2007 | Jeff Weaver John Lackey José Contreras Paul Byrd | Seattle Mariners L.A. Angels of Anaheim Chicago White Sox Cleveland Indians                                                                              | 2        |
| 2008 | CC Sabathia Cliff Lee James Shields Jesse Litsch Jon Lester Kevin Slowey Matt Garza Roy Halladay                                                          | Cleveland Indians Tampa Bay Rays Toronto Blue Jays Boston Red Sox Minnesota Twins Tampa Bay Rays Toronto Blue Jays                                       | 2        |
| 2009 | Roy Halladay | Toronto Blue Jays | 4        |
| 2010 | Carl Pavano Dallas Braden | Minnesota Twins Oakland Athletics | 2        |
| 2011 | James Shields Derek Holland | Tampa Bay Rays Texas Rangers | 4        |
| 2012 | Félix Hernández | Seattle Mariners | 5        |
| 2013 | Bartolo Colón Justin Masterson | Oakland Athletics Cleveland Indians | 3        |
| 2014 | Rick Porcello | Detroit Tigers | 3        |
| 2015 | Sonny Gray Félix Hernández Dallas Keuchel Mike Montgomery Jeff Samardzija                                                                                 | Oakland Athletics Seattle Mariners Houston Astros Seattle Mariners Chicago White Sox                                                                     | 2        |
| 2016 | Corey Kluber | Cleveland Indians | 2        |
| 2017 | Corey Kluber Ervin Santana | Cleveland Indians Minnesota Twins | 3        |
| 2018 | José Berríos Mike Clevinger Gerrit Cole Andrew Heaney Corey Kluber Sean Manaea Daniel Mengden James Paxton Luis Severino Masahiro Tanaka Justin Verlander | Minnesota Twins Cleveland Indians Houston Astros Los Angeles Angels Cleveland Indians Oakland Athletics Seattle Mariners New York Yankees Houston Astros | 1        |
| 2019 | Shane Bieber Lucas Giolito | Cleveland Indians Chicago White Sox | 2        |

## Liga Nacional

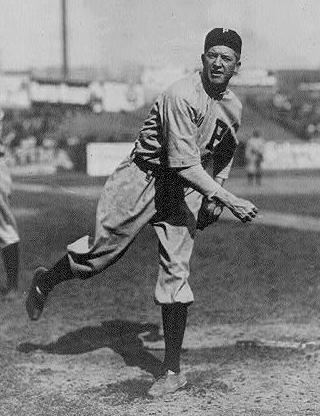
Pete Alexander liderou a Liga Nacional em shutouts sete vezes, incluindo um recorde de 16 em 1916. É o único arremessador da Liga Nacional a liderar a liga com 10 ou mais shutouts em duas ocasiões.

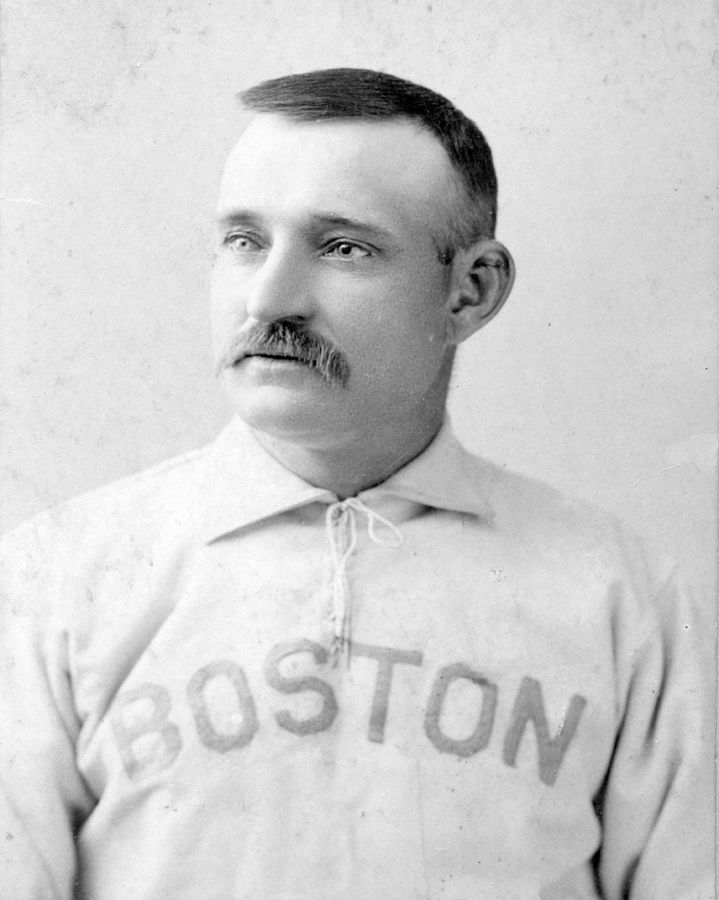
Os 11 shutouts de Old Hoss Radbourn em 1884 é o mais alto número de shutouts a não liderar a liga. Pud Galvin liderou a liga com 12 shutouts.

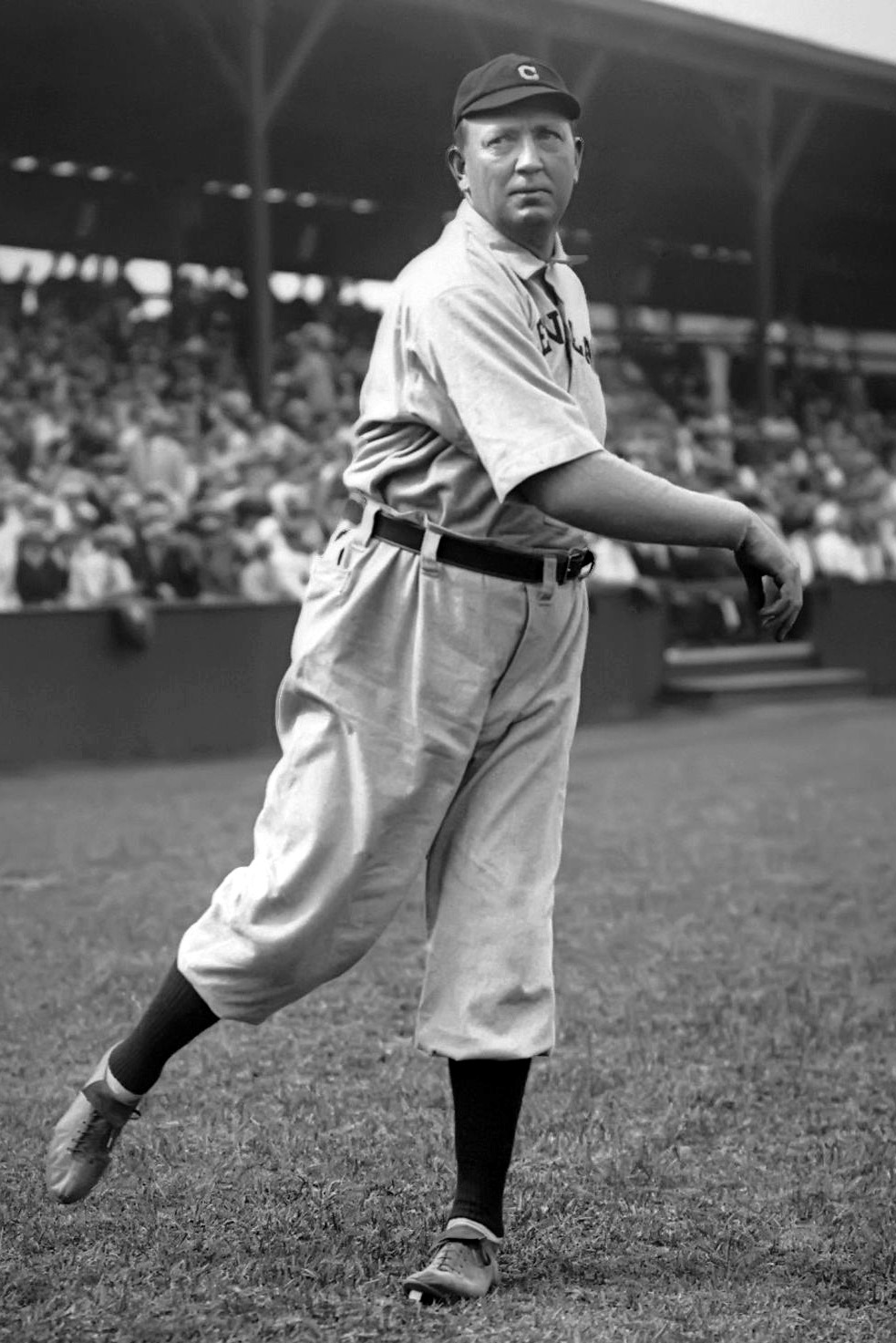
Cy Young liderou a Liga Nacional quatro vezes e a Liga Americana três vezes em shutouts. Seu total de 76 na carreira o coloca em quarto lugar em todos os tempos.

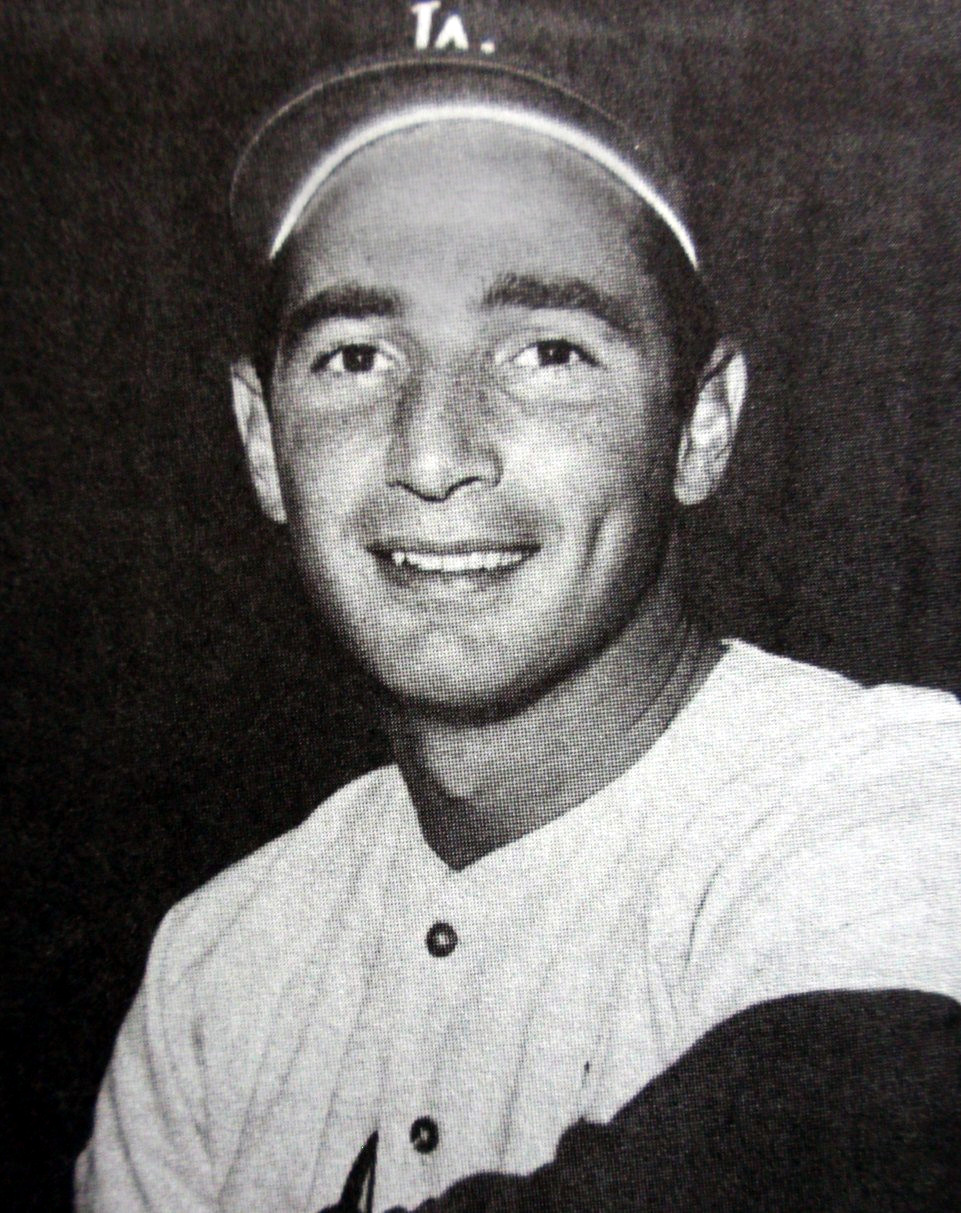
Membro do Hall of Fame Sandy Koufax, liderou a LN três vezes.

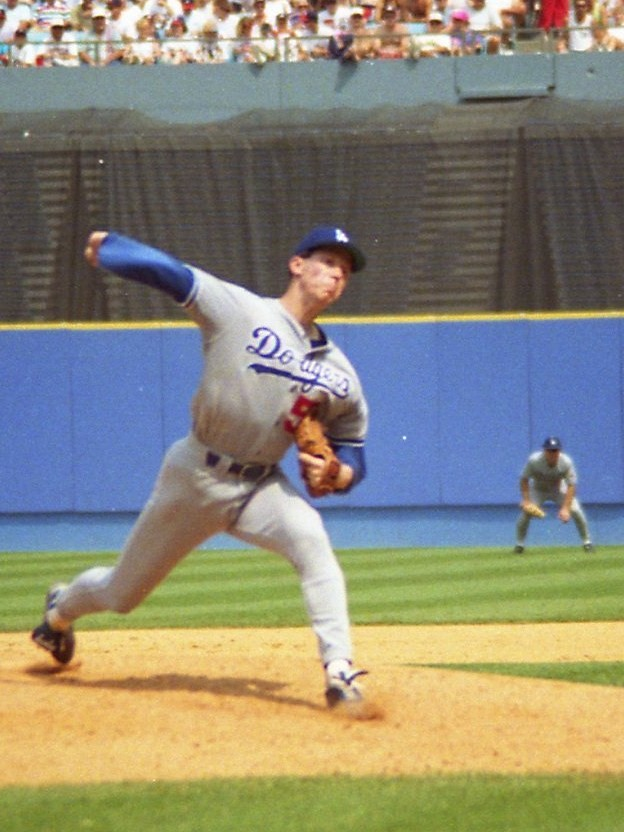
Orel Hershiser liderou a liga em 1988 com oito shutouts jogando pelo Los Angeles Dodgers incluindo um recorde da MLB com 59 entradas consecutivas sem permitir uma única corrida.

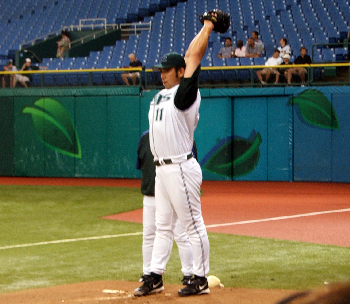
Hideo Nomo se tornou o primeiro arremessador de origem asiática a liderar a liga em shutouts com três jogando pelo Los Angeles Dodgers em sua temporada de estreia em 1995.

* – Denota um membro do Baseball Hall of Fame.

‡ – Denota um arremessador que liderou a liga em shutouts em seu ano de estreia.
| Ano  | Jogador(es) | Time(s) | Shutouts |
| ---- | --- | --- | -------- |
| 1876 | George Bradley | St. Louis Brown Stockings | 16       |
| 1877 | Tommy Bond | Boston Red Caps | 6        |
| 1878 | Tommy Bond | Boston Red Caps | 9        |
| 1879 | Tommy Bond | Boston Red Caps | 11       |
| 1880 | Monte Ward* | Providence Grays | 8        |
| 1881 | George Derby‡ | Detroit Wolverines | 9        |
| 1882 | Old Hoss Radbourn*                                                                                                  | Providence Grays | 6        |
| 1883 | Pud Galvin* | Buffalo Bisons | 5        |
| 1884 | Pud Galvin* | Buffalo Bisons | 12       |
| 1885 | John Clarkson* | Chicago White Stockings | 10       |
| 1886 | Lady Baldwin | Detroit Wolverines | 7        |
| 1887 | Dan Casey | Philadelphia Quakers | 4        |
| 1888 | Ben Sanders‡ Tim Keefe*                                                                                             | Philadelphia Quakers New York Giants                                                                                                 | 8        |
| 1889 | John Clarkson* | Boston Beaneaters | 8        |
| 1890 | Kid Nichols‡* | Boston Beaneaters | 7        |
| 1891 | Amos Rusie* | New York Giants | 6        |
| 1892 | Cy Young* | Cleveland Spiders | 9        |
| 1893 | Amos Rusie* Red Ehret                                                                                               | New York Giants Pittsburgh Pirates                                                                                                   | 4        |
| 1894 | Amos Rusie* Kid Nichols* Nig Cuppy                                                                                  | New York Giants Boston Beaneaters Cleveland Spiders                                                                                  | 3        |
| 1895 | Amos Rusie* Bill Hoffer‡ Cy Young* Pink Hawley Sadie McMahon                                                        | New York Giants Baltimore Orioles Cleveland Spiders Pittsburgh Pirates Baltimore Orioles                                             | 4        |
| 1896 | Cy Young* Frank Killen                                                                                              | Cleveland Spiders Pittsburgh Pirates                                                                                                 | 5        |
| 1897 | Doc McJames Win Mercer                                                                                              | Washington Senators | 3        |
| 1898 | Jack Powell Wiley Piatt‡                                                                                            | Cleveland Spiders Philadelphia Phillies                                                                                              | 6        |
| 1899 | Vic Willis | Boston Beaneaters | 5        |
| 1900 | Clark Griffith* Cy Young* Kid Nichols* Noodles Hahn                                                                 | Chicago Orphans St. Louis Perfectos Boston Beaneaters Cincinnati Reds                                                                | 4        |
| 1901 | Al Orth Jack Chesbro* Vic Willis*                                                                                   | Philadelphia Phillies Pittsburgh Pirates Boston Beaneaters                                                                           | 6        |
| 1902 | Christy Mathewson* Jack Chesbro* Jack Taylor                                                                        | New York Giants Pittsburgh Pirates Chicago Cubs                                                                                      | 8        |
| 1903 | Sam Leever | Pittsburgh Pirates | 7        |
| 1904 | Joe McGinnity* | New York Giants | 9        |
| 1905 | Christy Mathewson*                                                                                                  | New York Giants | 8        |
| 1906 | Mordecai Brown* | Chicago Cubs | 9        |
| 1907 | Christy Mathewson* Orval Overall                                                                                    | New York Giants Chicago Cubs | 8        |
| 1908 | Christy Mathewson*                                                                                                  | New York Giants | 11       |
| 1909 | Orval Overall | Chicago Cubs | 9        |
| 1910 | Al Mattern Earl Moore Mordecai Brown* Nap Rucker                                                                    | Boston Braves Philadelphia Phillies Chicago Cubs Brooklyn Superbas                                                                   | 6        |
| 1911 | Pete Alexander* | Philadelphia Phillies | 7        |
| 1912 | Marty O'Toole Nap Rucker                                                                                            | Pittsburgh Pirates Brooklyn Trolley Dodgers                                                                                          | 6        |
| 1913 | Pete Alexander* | Philadelphia Phillies | 9        |
| 1914 | Jeff Tesreau | New York Giants | 8        |
| 1915 | Pete Alexander* | Philadelphia Phillies | 12       |
| 1916 | Pete Alexander* | Philadelphia Phillies | 16       |
| 1917 | Pete Alexander* | Philadelphia Phillies | 8        |
| 1918 | Hippo Vaughn | Chicago Cubs | 8        |
| 1919 | Pete Alexander* | Chicago Cubs | 9        |
| 1920 | Babe Adams | Pittsburgh Pirates | 8        |
| 1921 | Clarence Mitchell Dana Fillingim Dolf Luque Jesse Haines* Joe Oeschger Johnny Morrison Pete Alexander* Phil Douglas | Brooklyn Robins Boston Braves Cincinnati Reds St. Louis Cardinals Boston Braves Pittsburgh Pirates Chicago Cubs New York Giants      | 3        |
| 1922 | Dazzy Vance* Johnny Morrison                                                                                        | Brooklyn Robins Pittsburgh Pirates                                                                                                   | 5        |
| 1923 | Dolf Luque | Cincinnati Reds | 6        |
| 1924 | Allen Sothoron Emil Yde‡ Eppa Rixey* Jesse Barnes Ray Kremer‡ Wilbur Cooper                                         | St. Louis Cardinals Pittsburgh Pirates Cincinnati Reds Boston Braves Pittsburgh Pirates                                              | 4        |
| 1925 | Dazzy Vance* Dolf Luque Hal Carlson                                                                                 | Brooklyn Robins Cincinnati Reds Philadelphia Phillies                                                                                | 4        |
| 1926 | Pete Donohue | Cincinnati Reds | 5        |
| 1927 | Jesse Haines* | St. Louis Cardinals | 6        |
| 1928 | Burleigh Grimes* Dazzy Vance* Doug McWeeny Red Lucas Sheriff Blake                                                  | Pittsburgh Pirates Brooklyn Robins Cincinnati Reds Chicago Cubs                                                                      | 4        |
| 1929 | Pat Malone | Chicago Cubs | 5        |
| 1930 | Charlie Root Dazzy Vance*                                                                                           | Chicago Cubs Brooklyn Robins | 4        |
| 1931 | Bill Walker | New York Giants | 6        |
| 1932 | Dizzy Dean* Lon Warneke Steve Swetonic                                                                              | St. Louis Cardinals Chicago Cubs Pittsburgh Pirates                                                                                  | 4        |
| 1933 | Carl Hubbell* | New York Giants | 10       |
| 1934 | Dizzy Dean* | St. Louis Cardinals | 7        |
| 1935 | Cy Blanton Freddie Fitzsimmons Big Jim Weaver Larry French Van Lingle Mungo                                         | Pittsburgh Pirates New York Giants Pittsburgh Pirates Chicago Cubs Brooklyn Dodgers                                                  | 4        |
| 1936 | Al Smith Bill Lee Bucky Walters Cy Blanton Larry French Lon Warneke Tex Carleton                                    | New York Giants Chicago Cubs Philadelphia Phillies Pittsburgh Pirates Chicago Cubs                                                   | 4        |
| 1937 | Jim Turner‡ Lee Grissom Lou Fette‡                                                                                  | Boston Bees Cincinnati Reds Boston Bees                                                                                              | 5        |
| 1938 | Bill Lee | Chicago Cubs | 9        |
| 1939 | Lou Fette | Boston Bees | 6        |
| 1940 | Manny Salvo Whit Wyatt                                                                                              | Boston Bees Brooklyn Dodgers | 5        |
| 1941 | Whit Wyatt | Brooklyn Dodgers | 7        |
| 1942 | Mort Cooper | St. Louis Cardinals | 10       |
| 1943 | Hiram Bithorn | Chicago Cubs | 7        |
| 1944 | Mort Cooper | St. Louis Cardinals | 7        |
| 1945 | Claude Passeau | Chicago Cubs | 5        |
| 1946 | Ewell Blackwell Harry Brecheen                                                                                      | Cincinnati Reds St. Louis Cardinals                                                                                                  | 5        |
| 1947 | Warren Spahn* | Boston Braves | 7        |
| 1948 | Harry Brecheen | St. Louis Cardinals | 7        |
| 1949 | Don Newcombe‡ Howie Pollet Ken Heintzelman Ken Raffensberger                                                        | Brooklyn Dodgers St. Louis Cardinals Philadelphia Phillies Cincinnati Reds                                                           | 5        |
| 1950 | Jim Hearn Larry Jansen Robin Roberts* Sal Maglie                                                                    | Cardinals / N.Y. Giants New York Giants Philadelphia Phillies New York Giants                                                        | 5        |
| 1951 | Warren Spahn* | Boston Braves | 7        |
| 1952 | Curt Simmons Ken Raffensberger                                                                                      | Philadelphia Phillies Cincinnati Reds                                                                                                | 6        |
| 1953 | Harvey Haddix | St. Louis Cardinals | 6        |
| 1954 | Johnny Antonelli | New York Giants | 6        |
| 1955 | Joe Nuxhall | Cincinnati Redlegs | 5        |
| 1956 | Lew Burdette | Milwaukee Braves | 6        |
| 1957 | Johnny Podres | Brooklyn Dodgers | 6        |
| 1958 | Carl Willey‡ | Milwaukee Braves | 4        |
| 1959 | Bob Buhl Don Drysdale* Johnny Antonelli Lew Burdette Roger Craig Sam Jones Warren Spahn*                            | Milwaukee Braves Los Angeles Dodgers San Francisco Giants Milwaukee Braves Los Angeles Dodgers San Francisco Giants Milwaukee Braves | 4        |
| 1960 | Jack Sanford | San Francisco Giants | 6        |
| 1961 | Joey Jay Warren Spahn*                                                                                              | Cincinnati Reds Milwaukee Braves | 4        |
| 1962 | Bob Friend Bob Gibson*                                                                                              | Pittsburgh Pirates St. Louis Cardinals                                                                                               | 5        |
| 1963 | Sandy Koufax* | Los Angeles Dodgers | 11       |
| 1964 | Sandy Koufax* | Los Angeles Dodgers | 7        |
| 1965 | Juan Marichal* | San Francisco Giants | 10       |
| 1966 | Bob Gibson* Jim Bunning* Jim Maloney Larry Jackson Larry Jaster Sandy Koufax*                                       | St. Louis Cardinals Philadelphia Phillies Cincinnati Reds Chicago Cubs / Phillies St. Louis Cardinals Los Angeles Dodgers            | 5        |
| 1967 | Jim Bunning* | Philadelphia Phillies | 6        |
| 1968 | Bob Gibson* | St. Louis Cardinals | 13       |
| 1969 | Juan Marichal* | San Francisco Giants | 8        |
| 1970 | Gaylord Perry* | San Francisco Giants | 5        |
| 1971 | Al Downing Bob Gibson* Milt Pappas Steve Blass                                                                      | Los Angeles Dodgers St. Louis Cardinals Chicago Cubs Pittsburgh Pirates                                                              | 5        |
| 1972 | Don Sutton* | Los Angeles Dodgers | 9        |
| 1973 | Jack Billingham | Cincinnati Reds | 7        |
| 1974 | Jon Matlack | New York Mets | 7        |
| 1975 | Andy Messersmith | Los Angeles Dodgers | 7        |
| 1976 | John Montefusco Jon Matlack                                                                                         | San Francisco Giants New York Mets                                                                                                   | 6        |
| 1977 | Tom Seaver* | New York Mets / Reds | 7        |
| 1978 | Bob Knepper | San Francisco Giants | 6        |
| 1979 | Joe Niekro Steve Rogers Tom Seaver*                                                                                 | Houston Astros Montreal Expos Cincinnati Reds                                                                                        | 5        |
| 1980 | Jerry Reuss | Los Angeles Dodgers | 6        |
| 1981 | Fernando Valenzuela‡                                                                                                | Los Angeles Dodgers | 8        |
| 1982 | Steve Carlton* | Philadelphia Phillies | 6        |
| 1983 | Steve Rogers | Montreal Expos | 5        |
| 1984 | Alejandro Peña Joaquín Andújar Orel Hershiser                                                                       | Los Angeles Dodgers St. Louis Cardinals Los Angeles Dodgers                                                                          | 4        |
| 1985 | John Tudor | St. Louis Cardinals | 10       |
| 1986 | Bob Knepper Mike Scott                                                                                              | Houston Astros | 5        |
| 1987 | Bob Welch Rick Reuschel                                                                                             | Los Angeles Dodgers Pittsburgh Pirates / Giants                                                                                      | 4        |
| 1988 | Orel Hershiser | Los Angeles Dodgers | 8        |
| 1989 | Tim Belcher | Los Angeles Dodgers | 8        |
| 1990 | Bruce Hurst Mike Morgan                                                                                             | San Diego Padres Los Angeles Dodgers                                                                                                 | 4        |
| 1991 | Dennis Martínez | Montreal Expos | 5        |
| 1992 | David Cone Tom Glavine*                                                                                             | New York Mets Atlanta Braves | 5        |
| 1993 | Pete Harnisch | Houston Astros | 4        |
| 1994 | Greg Maddux* Ramón Martínez                                                                                         | Atlanta Braves Los Angeles Dodgers                                                                                                   | 3        |
| 1995 | Greg Maddux* Hideo Nomo‡                                                                                            | Atlanta Braves Los Angeles Dodgers                                                                                                   | 3        |
| 1996 | Kevin Brown | Florida Marlins | 3        |
| 1997 | Carlos Pérez | Montreal Expos | 5        |
| 1998 | Greg Maddux* | Atlanta Braves | 5        |
| 1999 | Andy Ashby | San Diego Padres | 3        |
| 2000 | Greg Maddux* Randy Johnson*                                                                                         | Atlanta Braves Arizona Diamondbacks                                                                                                  | 3        |
| 2001 | Greg Maddux* Javier Vázquez                                                                                         | Atlanta Braves Montreal Expos | 3        |
| 2002 | A. J. Burnett | Florida Marlins | 5        |
| 2003 | Jason Schmidt Kevin Millwood Matt Morris                                                                            | San Francisco Giants Philadelphia Phillies St. Louis Cardinals                                                                       | 3        |
| 2004 | Cory Lidle Jason Schmidt                                                                                            | Cincinnati Reds / Phillies San Francisco Giants                                                                                      | 3        |
| 2005 | Dontrelle Willis | Florida Marlins | 5        |
| 2006 | Brandon Webb Chris Carpenter                                                                                        | Arizona Diamondbacks St. Louis Cardinals                                                                                             | 3        |
| 2007 | Brandon Webb | Arizona Diamondbacks | 3        |
| 2008 | Ben Sheets CC Sabathia                                                                                              | Milwaukee Brewers | 3        |
| 2009 | Bronson Arroyo Cole Hamels J. A. Happ Joel Piñeiro Tim Lincecum                                                     | Cincinnati Reds Philadelphia Phillies St. Louis Cardinals San Francisco Giants                                                       | 2        |
| 2010 | Roy Halladay | Philadelphia Phillies | 5        |
| 2011 | Cliff Lee | Philadelphia Phillies | 6        |
| 2012 | R.A. Dickey | New York Mets | 3        |
| 2013 | Clayton Kershaw Adam Wainwright Jordan Zimmermann                                                                   | Los Angeles Dodgers St. Louis Cardinals Washington Nationals                                                                         | 2        |
| 2014 | Henderson Álvarez Adam Wainwright                                                                                   | Miami Marlins St. Louis Cardinals | 3        |
| 2015 | Jake Arrieta Clayton Kershaw Max Scherzer                                                                           | Chicago Cubs Los Angeles Dodgers Washington Nationals                                                                                | 3        |
| 2016 | Clayton Kershaw | Los Angeles Dodgers | 3        |
| 2017 | Carlos Martínez | St. Louis Cardinals | 2        |
| 2018 | Patrick Corbin Mike Foltynewicz Miles Mikolas Chris Stratton Noah Syndergaard Jameson Taillon Trevor Williams       | Arizona Diamondbacks Atlanta Braves St. Louis Cardinals San Francisco Giants New York Mets Pittsburgh Pirates                        | 1        |
| 2019 | Sandy Alcántara | Miami Marlins | 2        |

## American Association

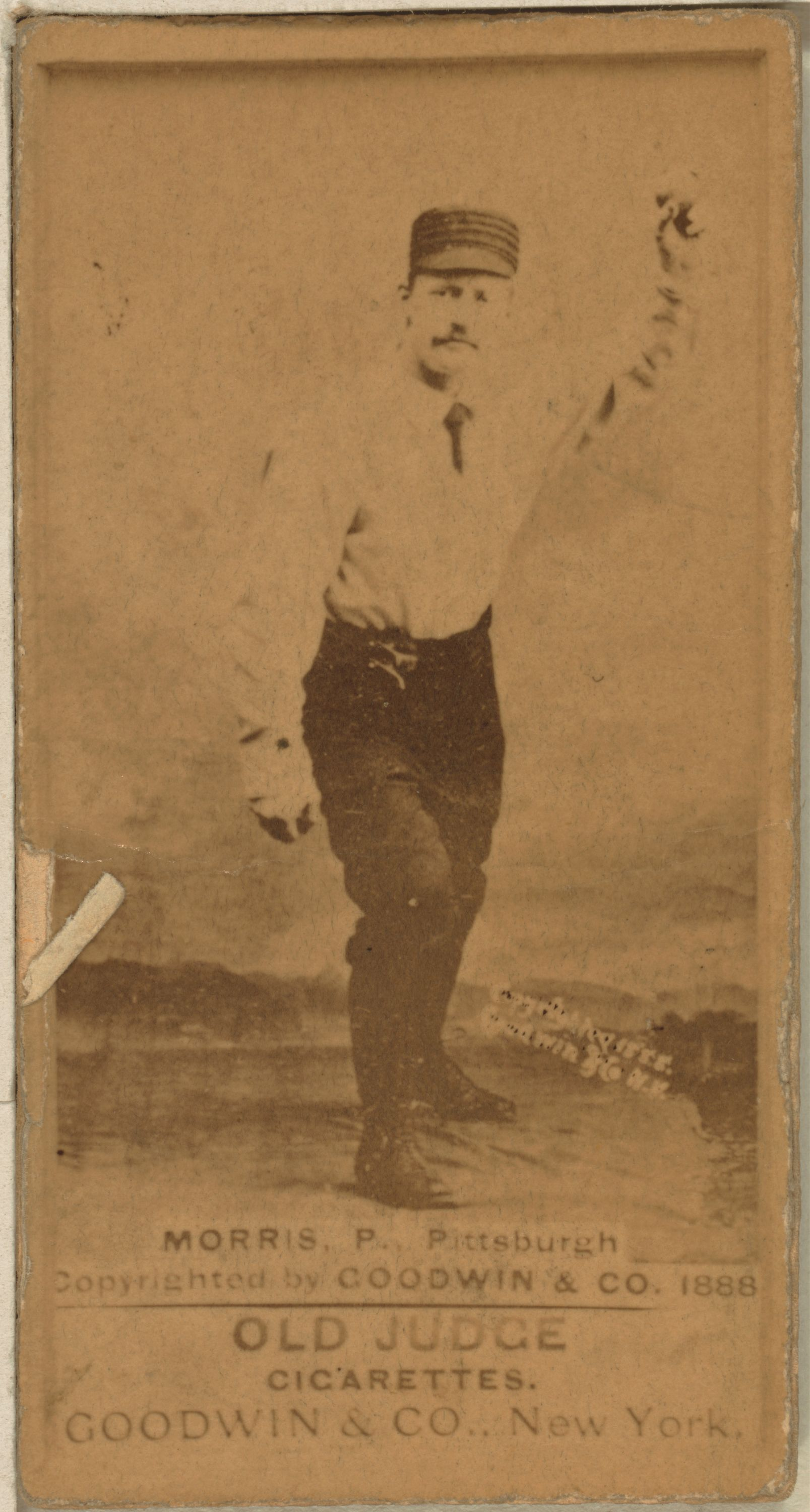
Ed Morris estabeleceu o recorde da American Association com 12 shutouts em 1886.

| Ano  | Jogador(es)                             | Time(s)                                            | Shutouts |
| ---- | --------------------------------------- | -------------------------------------------------- | -------- |
| 1882 | Will White                              | Cincinnati Red Stockings                           | 8        |
| 1883 | Jumbo McGinnis Will White               | St. Louis Brown Stockings Cincinnati Red Stockings | 6        |
| 1884 | Tony Mullane Will White                 | Toledo Blue Stockings Cincinnati Red Stockings     | 7        |
| 1885 | Ed Morris                               | Pittsburg Alleghenys                               | 7        |
| 1886 | Ed Morris                               | Pittsburg Alleghenys                               | 12       |
| 1887 | Matt Kilroy Tony Mullane                | Baltimore Orioles Cincinnati Red Stockings         | 6        |
| 1888 | Ed Seward Silver King                   | Philadelphia Athletics St. Louis Browns            | 6        |
| 1889 | Bob Caruthers                           | Brooklyn Bridegrooms                               | 7        |
| 1890 | Elton Chamberlain                       | St. Louis Browns Columbus Solons                   | 6        |
| 1891 | George Haddock Phil Knell Sadie McMahon | Boston Reds Columbus Solons Baltimore Orioles      | 5        |

## Federal League
| Ano  | Jogador(es)    | Time(s)               | Shutouts |
| ---- | -------------- | --------------------- | -------- |
| 1914 | Cy Falkenberg  | Indianapolis Hoosiers | 9        |
| 1915 | Dave Davenport | St. Louis Terriers    | 10       |

## Players League
| Ano  | Jogador     | Time            | Shutouts |
| ---- | ----------- | --------------- | -------- |
| 1890 | Silver King | Chicago Pirates | 4        |

## Union Association
| Ano  | Jogador       | Time                   | Shutouts |
| ---- | ------------- | ---------------------- | -------- |
| 1884 | Jim McCormick | Cincinnati Outlaw Reds | 7        |

## National Association

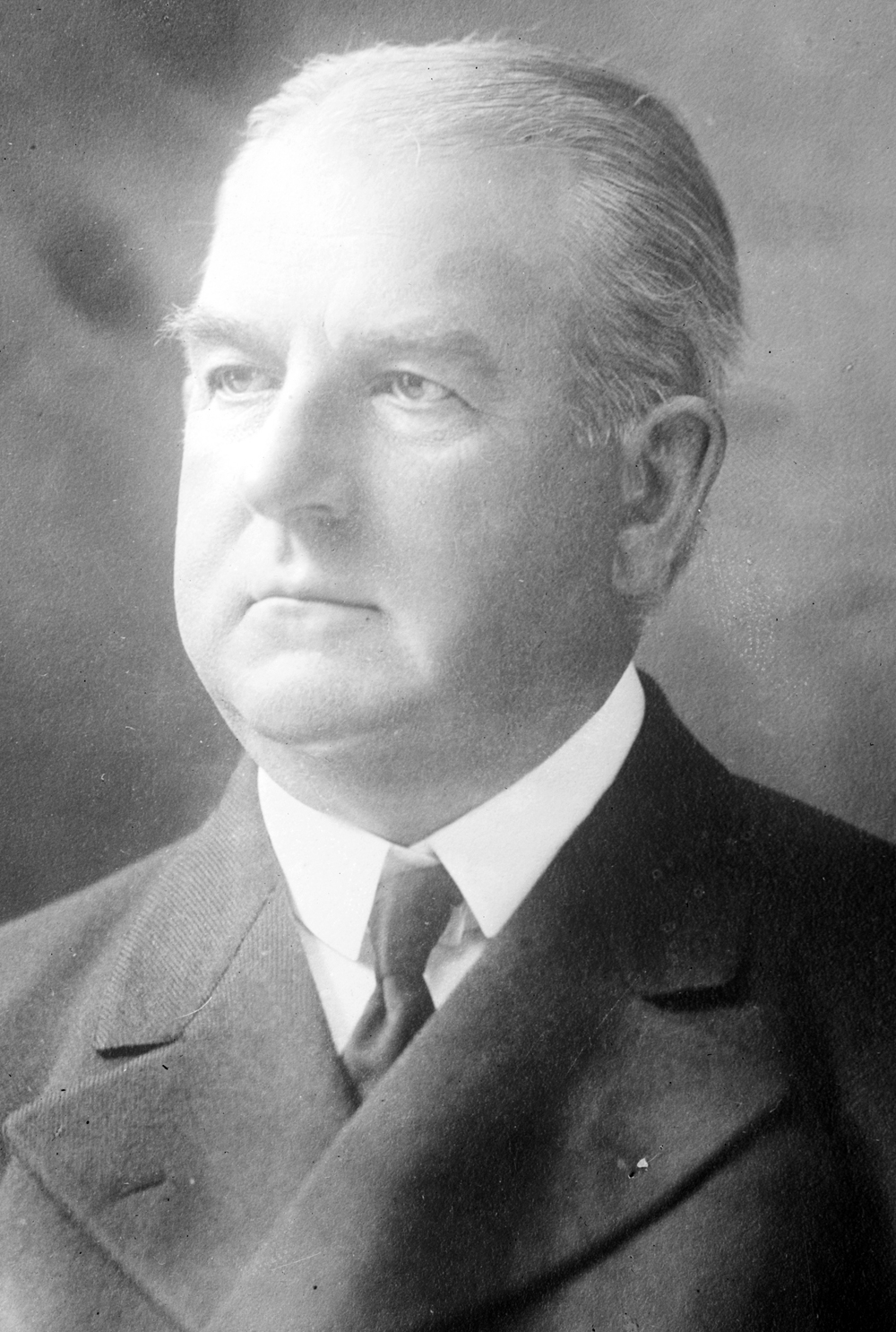
Albert Spalding do Boston Red Stockings ficou empatado na liderança da National Association em shutouts em quatro das cinco temporadas desta liga.

* – Denota um membro do Baseball Hall of Fame.

‡ – Denota um arremessador que liderou a liga em shutouts em seu ano de estreia.
| Ano  | Jogador(es)                                                      | Time(s)                                                                          | Shutouts |
| ---- | ---------------------------------------------------------------- | -------------------------------------------------------------------------------- | -------- |
| 1871 | Albert Spalding‡* Bobby Mathews‡ Cherokee Fisher‡ Rynie Wolters‡ | Boston Red Stockings Fort Wayne Kekiongas Rockford Forest Citys New York Mutuals | 1        |
| 1872 | Albert Spalding* Candy Cummings‡*                                | Boston Red Stockings New York Mutuals                                            | 3        |
| 1873 | Dick McBride                                                     | Philadelphia Athletics                                                           | 3        |
| 1874 | Albert Spalding* Bobby Mathews                                   | Boston Red Stockings New York Mutuals                                            | 4        |
| 1875 | Albert Spalding* Candy Cummings* George Zettlein                 | Boston Red Stockings Hartford Dark Blues Chicago / Philadelphia                  | 7        |